# Flight Log: Arrival
Flight Log: Arrival è il settimo EP del gruppo musicale sudcoreano Got7, pubblicato il 13 marzo 2017.

## Descrizione
Flight Log: Arrival è il terzo e ultimo capitolo della trilogia Flight Log, rappresentante l'intensità della gioventù. Consta di otto tracce e vede tutti i membri partecipare alla loro scrittura e composizione, a esclusione della prima, Never Ever, prodotta da J.Y. Park; JB e Youngjae sono accreditati con i nomi d'arte Defsoul e Ars, rispettivamente. Il disco vede il gruppo tendere verso l'EDM e l'house.
Never Ever è un brano hip hop e future che si apre con ritmi di sintetizzatore e il cui tema è un amore dal lieto fine, mentre Paradise ha un suono tropicale. Sign è stata scritta da Youngjae, che l'ha costruita pensando alle voci dei membri affinché ognuno potesse cantare la parte più adatta, e ha un classico arrangiamento R&B lento e minimale. Shopping Mall paragona l'amante a un centro commerciale, con riferimenti a sconti e aria condizionata nel testo.
Il 13 marzo, giorno dell'uscita del disco e del video musicale di Never Ever, i Got7 si sono esibiti con le nuove canzoni all'esterno della East Plaza del COEX di Seul davanti a 2 000 fan durante lo showcase Got7 Flight Log: Arrival The First Stage, trasmesso in alcuni cinema di Busan e Gwangju e a livello internazionale su V Live.

## Accoglienza
Idology ha definito l'album un "atterraggio sicuro" nel quale il gruppo sembra aver trovato la destinazione finale dopo aver vagato in lungo e in largo, indicando Q e Out come le canzoni migliori e affermando che quest'ultima sembrasse un'interessante anteprima del disco successivo. Per NME, Never Ever ha un ritornello deludente per via dell'indebolirsi dell'arrangiamento.

## Tracce
1. Never Ever – 3:14 (testo: J.Y. Park "The Asiansoul", Earattack, Zomay, Yoogeun – musica: J.Y. Park "The Asiansoul", Earattack, 5$, Zomay, Yoogeun)
2. Shopping Mall – 3:39 (testo: Earattack, Defsoul, Jackson Wang, BamBam, Mark – musica: Earattack, 5$, Jackson Wang)
3. Paradise – 3:31 (testo: Jinyoung, Distract, BamBam – musica: Jinyoung, Secret Weapon, Distract)
4. Sign – 3:24 (testo: Chloe, Noday, Ars – musica: Noday, Chloe, Ars)
5. Go Higher – 3:37 (testo: Earattack, Defsoul, Mark, BamBam, Jackson Wang – musica: Earattack, Defsoul, 5$)
6. Q – 3:20 (Defsoul, GDLO)
7. Don't Care (양심없이?, Yangsim-eobs-iLR) – 2:51 (testo: Yugyeom – musica: Yugyeom, Mo'l, Heth)
8. Out – 3:18 (testo: Jackson Wang, Boytoy, Wzill – musica: Jackson Wang, Boytoy)

## Formazione
- Mark – rap
- JB (Defsoul) – voce
- Jackson – rap
- Jinyoung – voce
- Youngjae (Ars) – voce
- BamBam – rap
- Yugyeom – voce

## Successo commerciale
Dopo l'uscita, Flight Log: Arrival si è classificato primo in Corea del Sud sulla Gaon Weekly Album Chart, vendendo 278 103 copie nel mese di marzo. Ha debuttato in terza posizione sulla Billboard Heatseekers Album Chart e in prima sulla Billboard World Albums Chart.
È stato il decimo disco più venduto in Corea del Sud nel 2017 con 334 316 copie a fine anno. È stato nominato per il premio Album dell'anno (Primo quarto) alla settima edizione dei Circle Chart Music Award e ha vinto il Bonsang ai Golden Disc Award, ricevendo di conseguenza una candidatura al Daesang.

## Classifiche

### Classifiche settimanali
| Classifica (2017) | Posizione massima |
| ----------------- | ----------------- |
| Australia         | 92                |
| Belgio (Fiandre)  | 182               |
| Corea del Sud     | 1                 |
| Giappone          | 9                 |

### Classifiche di fine anno
| Classifica (2017) | Posizione |
| ----------------- | --------- |
| Corea del Sud     | 10        |

## Riconoscimenti
- Circle Chart Music Award
  - 2018 – Candidatura a Album dell'anno (Primo quarto)[17]
- Golden Disc Award
  - 2018 – Disc Bonsang[18]
  - 2018 – Candidatura a Disc Daesang